# Niki (companhia aérea)

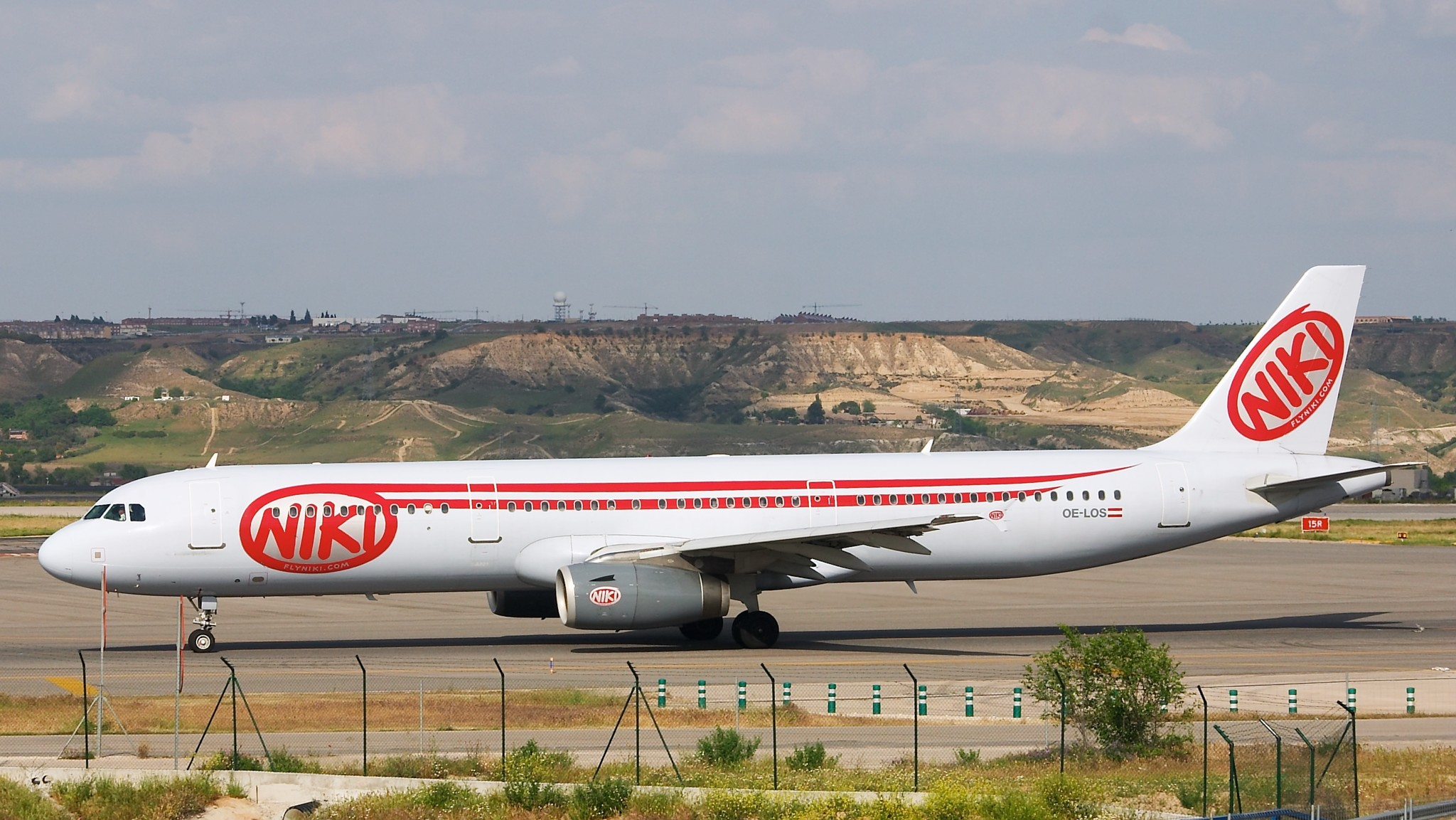

Niki foi uma companhia aérea com sede em Schwechat, Áustria fundada por Niki Lauda. Seu aeroporto principal (hub) era o Aeroporto Internacional de Viena.

## Frota
A frota é composta das seguintes aeronaves (maio de 2015):
| Aeronave    | Total | Opções | Passageiros |
| ----------- | ----- | ------ | ----------- |
| Airbus A319 | 5     | 0      | 150         |
| Airbus A320 | 12    | 0      | 180         |
| Airbus A321 | 4     | 0      | 212         |
| Embraer 190 | 2     | 0      | 104         |

A idade média da frota era de 6 anos.
Cada aeronave da Niki possui o nome de um estilo musical:
| Modelo da Aeronave | Código da Aeronave | Tipo de música             |
| ------------------ | ------------------ | -------------------------- |
| Airbus A319-112    | OE-LED             | "Blues"                    |
| Airbus A319-112    | OE-LEK             | "Tango"                    |
| Airbus A320-214    | OE-LEA             | "Rock 'n Roll"             |
| Airbus A320-214    | OE-LEE             | "Reggae"                   |
| Airbus A320-214    | OE-LEO             | "Soul"                     |
| Airbus A320-214    | OE-LEU             | "HipHop"                   |
| Airbus A320-214    | OE-LEX             | "Jazz"                     |
| Airbus A321-211    | OE-LET             | "Heavy Metal"              |
| Airbus A321-211    | OE-LES             | "Boogie Woogie"            |
| Embraer 190        | OE-IHA             | "Samba"                    |
| Embraer 190        | OE-IHB             | "Lambada"                  |
| Airbus A320-214    | D-ABDS             | "Sem nome temporariamente" |